# Liolaemus cyanogaster
La lagartija valdiviana o de vientre azul (Liolaemus cyanogaster) se identifica por su tamaño mediano, su pliegue cervical dispuesto en V y las escamas de los lados del cuello de pequeña dimensión. El dibujo dorsal está formado por dos bandas laterales que originan en la región supraciliar y continúan hasta las partes laterales de la cola.

## Color
El fondo es café oliváceo con tonos verdosos. Las dos bandas de la espalda son de color amarillento grisáceas, entre ellas se genera una banda ancha del mismo color del fondo. En los machos se originan manchitas verdosas en el límite de la banda central con las supraciliares. Los flancos son de color café, más claro, con numerosas manchitas metálicas. La región ventral presenta diversos tonos verdosos, intensidad que varia según el hábitat de los individuos.

## Hábitat
Elige como hábitats las regiones boscosas, prefiriendo los matorrales. Los morfos con mayor intensidad de verdes prefieren los pastos y enredaderas, mientras que los de menos intensidad prefieren los troncos.

## Distribución.
Es abundante entre Concepción y Puerto Montt, Chile.